# ブレーノ
ブレーノ（伊: Breno）は、イタリア共和国ロンバルディア州ブレシア県にある人口約4,700人の基礎自治体（コムーネ）。

## 地理

### 位置・広がり

#### 隣接コムーネ
隣接するコムーネは以下の通り。括弧内のTNはトレント自治県所属を示す。
- バゴリーノ
- ビエンノ
- ボルゴ・キエーゼ (TN)
- ブラオーネ
- チェート
- チヴィダーテ・カムーノ、
- ロージネ
- マレーニョ
- ニアルド
- ヴァルダオーネ (TN)

### 地震分類
イタリアの地震リスク階級 (it) では、3 に分類される。

## 行政

### 分離集落
ブレーノには、以下の分離集落（フラツィオーネ）がある。
- Astrio, Mezzarro, Pescarzo

### 山岳部共同体
広域行政組織である山岳部共同体「ヴァッレ・カモニカ山岳部共同体」 (it:Comunità montana di Valle Camonica)  の事務所所在地である。

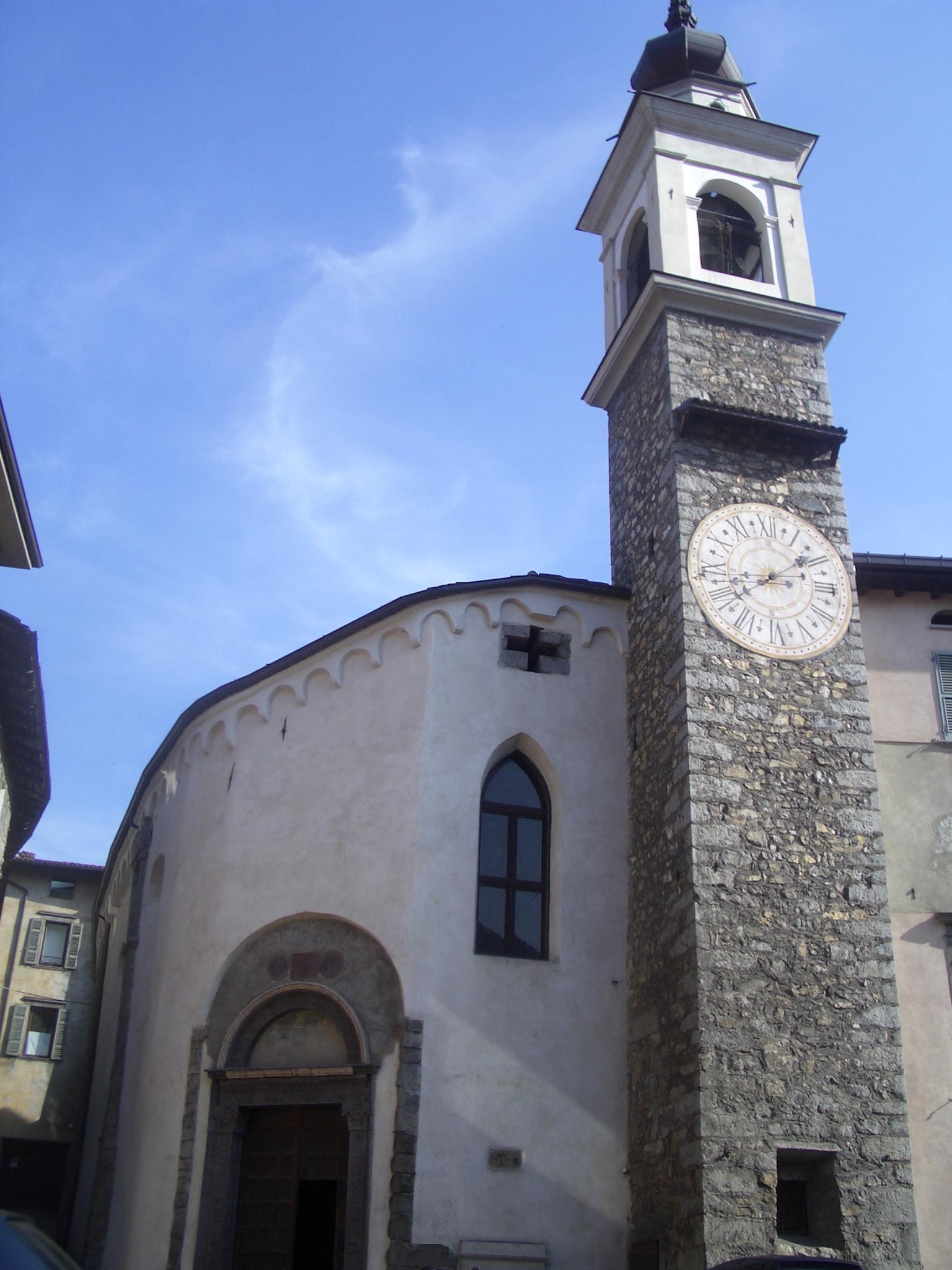
Chiesa di Sant'Antonio